# I'll Tumble 4 Ya
"I'll Tumble 4 Ya" je New Wave/pop-karibská píseň od skupiny Culture Club. Song je z jejich debutního alba Kissing to Be Clever. Píseň byla vydán firmou Virgin, trvá 2:36 minut.
Tato píseň zazněla ve filmu "Billy Madison" (1995), kde hrál Adam Sandler.

## Verze
Kanada 7" vinyl
1. A. "I'll Tumble 4 Ya" - 2:32
2. B. "Man Shake" - 2:34

USA 7" vinyl
1. A. "I'll Tumble 4 Ya" - 2:32
2. B. "Mystery Boy"

USA 12" vinyl
1. A. "I'll Tumble 4 Ya" (12") - 4:38
2. B. "Man Shake" - 2:34

## Hitparáda
- U.S. Billboard Hot 100: #9
- Canadian Singles Charts: #9
- U.S. Hot Dance Club Play: #14
- U.S. Adult Contemporary: #33